# Exilisciurus
Exilisciurus is een geslacht van eekhoorns uit de onderfamilie Callosciurinae dat voorkomt op Borneo en in Groot-Mindanao in de Filipijnen.
Deze dwergeekhoorns werden tot 1958 in Nannosciurus geplaatst. Ze verschillen van N. melanotis, de andere soort van dat geslacht, in het feit dat ze geen kleurpatroon hebben, maar een egaal olijfkleurige vacht. Joseph Curtis Moore vond een aantal onderscheidende kenmerken en beschreef Exilisciurus daarom in 1958 als een apart geslacht. Deze kenmerken zijn de afwezigheid van het transbullair septum (in de meeste gevallen) bij Exilisciurus, verschillen in de relatieve grootte van enkele kiezen, en de vrijwel complete afwezigheid van een stuk van het os praemaxillare dat in de maxilla steekt. Moore beschouwde een aantal geslachten uit Celebes (Hyosciurus, Prosciurillus en Rubrisciurus) als de nauwste verwanten van Exilisciurus en plaatste deze vormen samen in het subtribus Hyosciurina binnen de Callosciurini (tegenwoordig de onderfamilie Callosciurinae). Volgens genetisch onderzoek is Exilisciurus inderdaad de zustergroep van de overige Callosciurinae, maar de geslachten uit Celebes zijn nog niet genetisch onderzocht.
Er zijn drie soorten:
- Exilisciurus concinnus (Groot-Mindanao)
- Exilisciurus exilis (Borneo)
- Exilisciurus whiteheadi (bergen van Borneo, op minstens 900 m hoogte)